# 9×21 мм
9 × 21 мм — пістолетний набій (також відомий як 9 × 21 мм IMI, 9 мм IMI, 9x21 мм італійський, або 9 мм італійський) був розроблений Ягером (Лоано, Італія), а потім прийнятий і комерціалізований Israel Military Industries для тих ринків, де патрони використовувані в війску, заборонені законом для цивільних закупівель.

## Історія

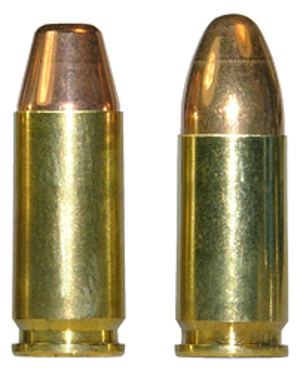
9 × 21 мм (ліворуч) і попередник 9 × 19 мм парабелум (праворуч)

На основі набоїв Parabellum 9 × 19 мм. Гільзу було подовжено з 19,05 до 21,15 мм. Куля сидить трохи глибше у корпусі, що призводить до майже такої ж загальної довжини, як у набою 9 × 19 мм Parabellum (від 29,69 до 29,75 мм).
Набій був розроблений панами Джордано та Піскеттою для використання у цивільних цілях з великими пістолетами (також такими, що розроблені для .45 ACP). Він отримав назву '9 мм GP'.
Протягом 1980-х набій став використовуватися у всіх автоматичних пістолетах, призначених для військових набоїв (тобто 9 × 19 мм Парабелум) у всьому світі, які часто заборонені для цивільного використання; з цієї причини Ізраїльська військова промисловість (ІВП) почала використовувати 9 × 21 мм. У той період ІВП отримала дозвіл на імпорт UZI Defender (також званий Micro Uzi) в Італію під номером 9 × 21 IMI. Це був перший офіційний комерційний запуск 9 × 21 мм. З цього періоду кілька компаній в Італії почали продавати пістолети та набої 9 × 21 мм. Всього за кілька десятиліть 9 × 21 мм GP або 9 × 21 IMI становили приблизно 80 % цивільного ринку стрілецької зброї в Італії.
Під набій 9 × 21 IMI випускається великий асортимент зброї, зокрема, багато пістолетів фірми Беретта, призначені для європейського громадянського ринку, такі як Beretta 92, Beretta 8000 Cougar, Beretta 9000 і ін.

## Синоніми
- 9×21mm IMI
- 9 mm IMI
- 9mm Italiano
- Winchester 9×21mm WIN [124-gr. bullet]

## Розміри набоїв
9 × 21 мм. Всі розміри в міліметрах (мм).